# Kat Brandenburg en omgeving
De kat Brandenburg en omgeving is een deel van de tweede middeleeuwse stadsomsluiting in de Nederlandse stad Maastricht. Het betreft het gedeelte van de zuidwestelijke omsluiting tussen de Brusselsepoort en de Tongersepoort, waar zich onder andere het Sint-Servaasbolwerk, de kat Brandenburg en de waltorens Hackenkamer en Merkat bevonden. Van de oorspronkelijke muur uit de 14e en 15e eeuw, en de latere bolwerken en versterkingen is niets meer over. Wel bewaard bleven een deel van een schoormuur, een kazemat, de Jekermanege en een kanonnenloods, alle gelegen in en nabij het Polverpark.

## Geschiedenis

### Bouw tweede middeleeuwse stadsomsluiting
Nadat de eerste middeleeuwse stadsmuur uit het tweede kwart van de dertiende eeuw al na enkele decennia te krap bleek, besloot men vanaf circa 1294 de langs de uitvalswegen ontstane voorsteden binnen een nieuw te bouwen enceinte (stadsomsluiting) te brengen. De nieuwe omsluiting werd in 1380 in gebruik genomen, hoewel er nog tot circa 1500 aan gebouwd werd. De tweede stadsmuur op de linker Maasoever had een lengte van 4,4 km, inclusief ca. 900 m van de eerste muur, voornamelijk langs de Maas. De hoogte varieerde van 6 tot 9 m. Er kwamen vijf nieuwe land- of veldpoorten en twee waterpoorten. Daarnaast bleven de bestaande Maaspoorten in functie, en tot aan het einde van de 15e eeuw ook de Helpoort.

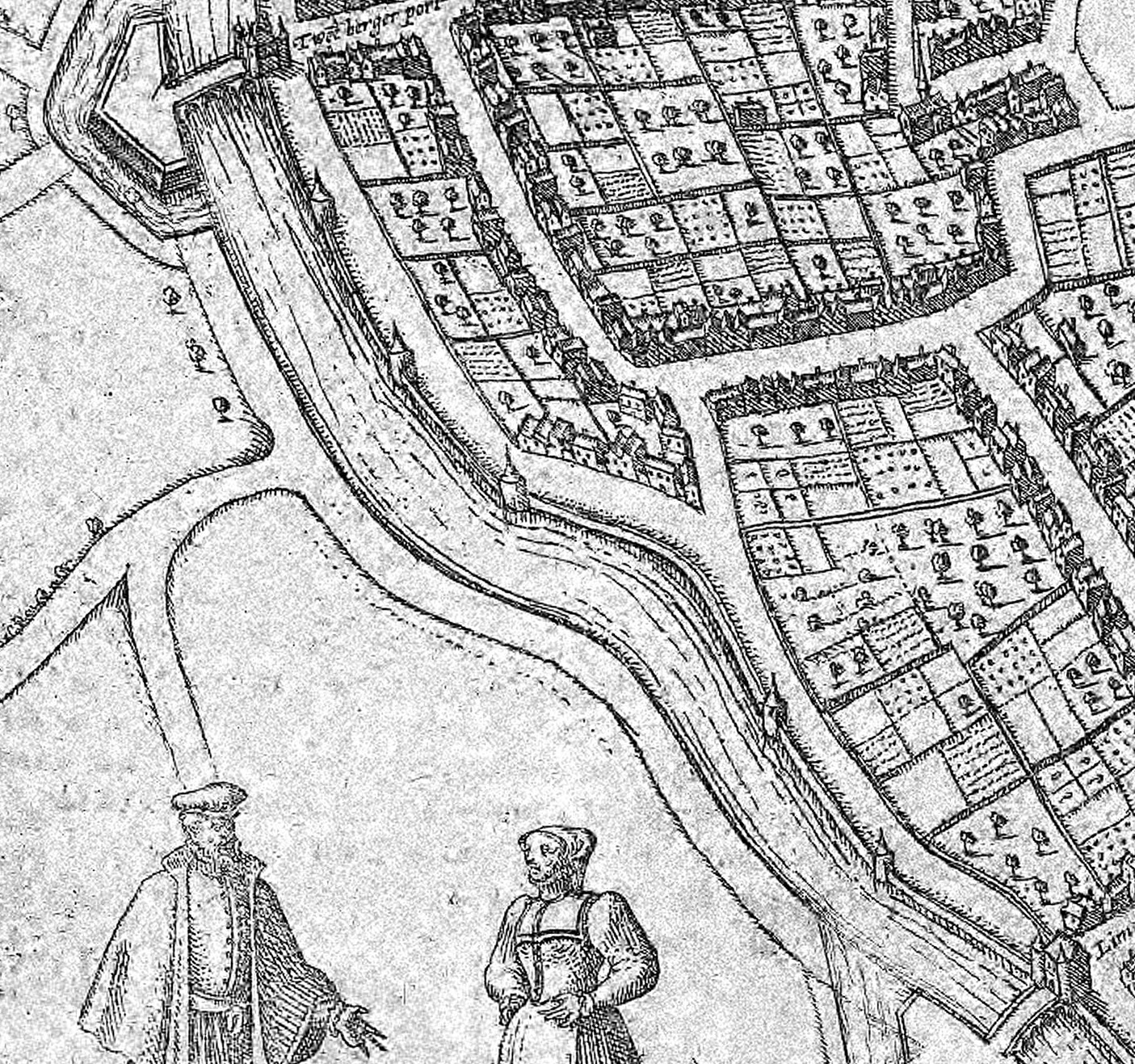
Zuidwestelijke stadsmuur (Braun & Hogenberg, 1575)

Aanvankelijk bestond de nieuwe enceinte uit een aarden wal met palissade en waar mogelijk een natte gracht. De stadspoorten waren waarschijnlijk wel al van steen. Bij de zuidelijke stadswal fungeerde het riviertje de Jeker als gracht. Elders werd Maaswater benut en op de hogere gebieden werd volstaan met droge grachten. De geleidelijke verstening van de wal strekte zich uit over een groot deel van de 14e en 15e eeuw. In de eerste helft van de 15e eeuw werd het zuidelijk deel van de muur verhoogd, wat te zien was aan het verschil in materiaalgebruik (Naamse steen) en het regelmatiger metselverband. Voor het onderhoud en de verdediging van de stadsmuren werden de kerspels ingezet. Welk kerspel verantwoordelijk was voor de muur tussen de Tongerse- en Brusselsepoort, is niet bekend.
Op de plattegrond van Maastricht van Braun en Hogenberg in de atlas Civitates orbis terrarum uit 1575 zijn tussen de Brusselsepoort en de Tongersepoort vijf ronde muur- of waltorens te herkennen. De eerste toren vanaf de Brusselsepoort is wellicht de in 1547 en 1568 genoemde toren de Nachtegael. Daarna volgen de Sint-Servaastoren, de Hackenkamer (genoemd naar de haakbussen), een naamloze toren en de Merkat. Laatstgenoemde toren werd in 1442 Merketgien genoemd en in 1534 Huyrentorne (Hoerentoren), naar de boetes op overspel waarmee het onderhoud bekostigd werd. De toren werd pas in 1491 van een leien dak voorzien.
De naam van de Aldenhofflat aan het Sint Servaasbolwerk en de Calvariestraat verwijst naar de in het verleden in deze omgeving gelegen Aldenhof, een begijnhof. Volgens andere bronnen lag dit eerste begijnhof meer naar het oosten, buiten de Aldenhof- of Minderbroederspoort. In de 14e en 15e eeuw lag eveneens buiten de wallen een ander begijnhof, de Nieuwenhof, dat omstreeks 1465 werd verplaatst naar een veiliger plek ten noorden van de Nieuwenhofwal.

### Uitbouw van de vesting
Door de veranderde oorlogsvoering met zwaarder geschut bleken de stadsmuren rond het midden van de 16e eeuw niet meer te voldoen. In 1543 maakten enkele Maastrichtenaren in opdracht van het stadsbestuur een studiereis naar de Brabantse steden Brussel, Leuven en Antwerpen. Geld voor een geheel nieuwe omsluiting met stomphoekige bastions, zoals in de rijke handelsstad Antwerpen, was er niet. Besloten werd het voorbeeld van Brussel te volgen en de muren aan de stadszijde te verstevigen met aarden wallen. Tevens werden de muurtorens verlaagd tot het niveau van de stadsmuur en vervolgens volgestort met aarde. In feite werden de middeleeuwse muurtorens omgebouwd tot rondelen, die geschikt waren als schietplatform voor het zware geschut.
Als gevolg van een storm stortte begin 1552 een groot stuk van de stadsmuur tussen het Sint-Servaasbolwerk en de toren Merkat in. Waarschijnlijk in de 17e eeuw werd hier, net als elders op strategische plaatsen achter de stadsmuur, een cavalier of kat aangelegd, een verhoogd platform met ruimte voor extra geschut. De kat Brandenburg (of cavelier van de Hoge Schuer) bleek in 1748 de grootste van de stad met ruimte voor 14 of 15 kanonnen. In de kat bevond zich een kruitmagazijn. Na het beleg van 1632 werden verschillende militaire sorties aangelegd, doorgangen onder de walmuur naar de droge gracht. Bij de kat Brandenburg kwam een 'royale sortie', de sortie Aen de Schuer, geschikt voor de passage van ruiters.

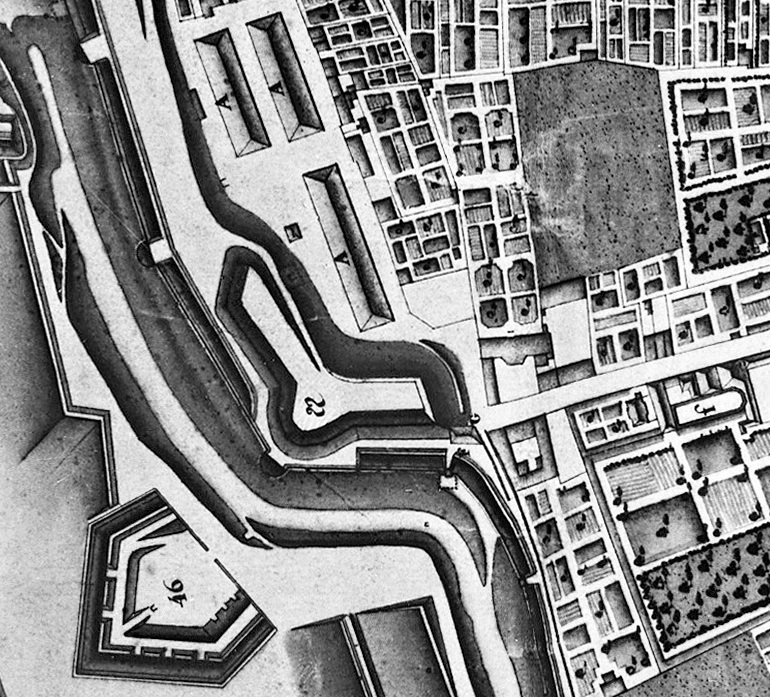
Omgeving kat Brandenburg (Larcher d'Aubencourt, 1749)

Door de gestaag uitdijende buitenwerken raakte de stadsmuur vanaf eind 16e eeuw steeds meer ingekapseld, wat op 17e- en 18e-eeuwse plattegronden en op de maquette van Maastricht goed te zien is. Bij het beleg van 1673 werd hier hevig gevochten, waarbij de muren aan weerszijden van de Hackenkamer grotendeels verwoest werden. Wellicht werd de stadsmuur ter plekke na dit beleg als hoekig bastion herbouwd, waarbij de Hackenkamer verdween. Bij het beleg kwam de Franse kapitein-luitenant Charles de Batz de Castelmore, beter bekend als de musketier d'Artagnan, om het leven. Het dodelijk schot werd echter niet op deze plek gelost - gesuggereerd door het beeldje bij de schoormuur op het Klevarieterrein - maar bij het enkele honderden meters zuidwestelijk gelegen lunet, dat daarna door de Fransen Demilune des Mousquetaires werd gedoopt.
In de tweede helft van de 18e eeuw werden de vestingwerken onder directeur der fortificaties Pieter de la Rive verder uitgebreid. Aan de westzijde van de stad werden diverse bastions en lunetten met droge grachten bijgebouwd, de zogenaamde Hoge Fronten, waarvan alleen de Linie van Du Moulin bewaard gebleven is. Voor de kat Brandenburg lag het bastion en de couvre-face Brandenburg, geflankeerd door de bastions Engeland in het noorden en Willem in het zuiden. Daarbuiten lag een tweede linie met van noord naar zuid de couvre-face Friesland, de lunetten Overijssel en Bentinck, de redan Stad en Lande, en de couvre-face Wilcke.

### Kruitramp 1761
In de nacht van 20 op 21 december 1761 ontplofte een in de kat Brandenburg gelegen ondergronds kruithuis met 36.000 pond buskruit, waardoor een gat werd geslagen in de stadsmuur van ruim 40 m breed. Van de royale sortie Aen de Schuer en een drietal kazematten was niets meer over; ter plekke gaapte een 10 m diepe krater. 's Morgens vond men op de Kommel de stoffelijke resten van de kanonnier Abraham van Susteren (of Citterd), de vermoedelijke veroorzaker van de ontploffing. 21 mensen vonden de dood, waaronder elf soldaten die wachtdienst hadden en enkele bewoners van herenhuizen aan de Brusselsestraat, onder anderen de prinses van Hessen-Philipsthal en de freule de Selys-Fanson met enkele huisgenoten. Aan deze ramp herinnert het huidige café Abrahams Look ('look' = gat) op het terrein van Klevarie. De bres in de stadsmuur werd in 1762 gesloten met een redanvormige aarden wal met daarin een nieuwe sortie, De Bres genoemd.

### Ontmanteling vesting en afbraak zuidwestelijke stadsmuur
Na de opheffing van de vestingstatus in 1867 werd de vesting Maastricht in opdracht van het Ministerie van Oorlog ontmanteld, waarna de gronden werden overgedragen aan de Dienst der Registratie en Domeinen voor verdere sloop en herbestemming. De stadspoorten van Maastricht, die onder de zeggenschap van het gemeentebestuur vielen, werden tussen 1867 en 1870 als eerste afgebroken. De afbraak van de stadsmuren ging nog door tot de jaren 1930. De Brusselsepoort, de Tongersepoort en het grootste deel van de tussengelegen stadsmuur met de overgebleven waltorens werden in 1868 gesloopt. Door toedoen van Victor de Stuers en anderen bleven hier en daar delen van de eerste en tweede stadsomsluiting gespaard, waaronder de Jezuïetenwal ten zuiden van de Tongersepoort en het tegenoverliggende Waldeckbastion. Pas in 1913 werden de laatste resten van de westelijke stadsmuur opgeruimd. Een deel van het vrijgekomen terrein werd bebouwd. Zo verrees ten westen van de Abtstraat het ziekenhuis Calvariënberg (later verpleegkliniek Klevarie). Aan de nieuw aangelegde straten Sint Servaasbolwerk en Sint Nicolaasstraat vond woningbouw plaats. Een ander deel werd bestemd voor wegenaanleg, onder andere de Hertogsingel, de zuidwestelijke ringweg van Maastricht.

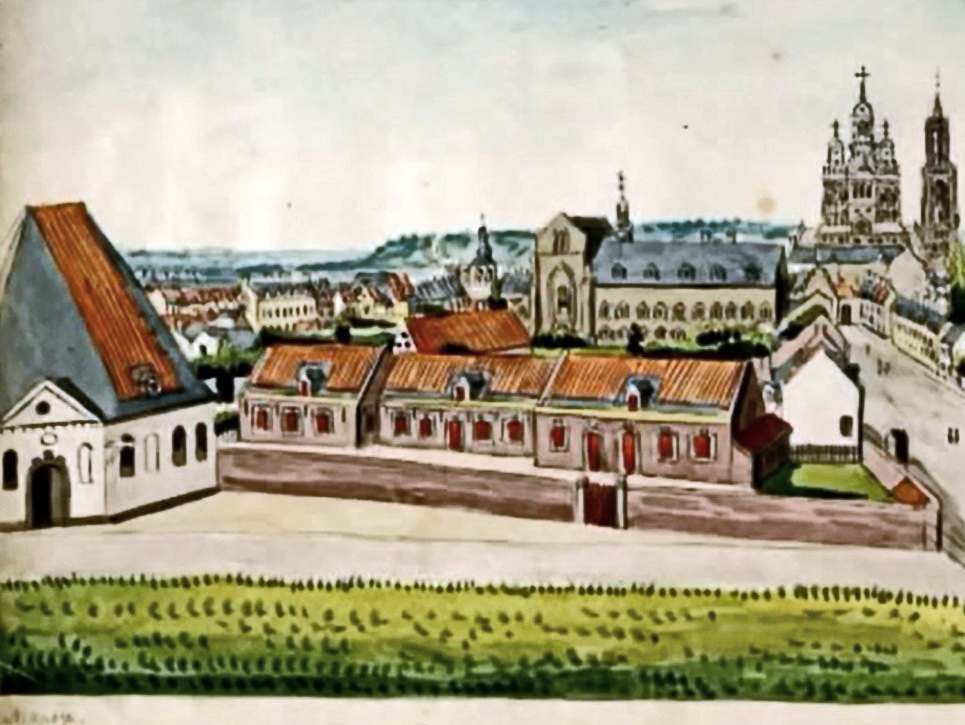
Jekerkazerne en -manège, Ph. van Gulpen, ca. 1850?
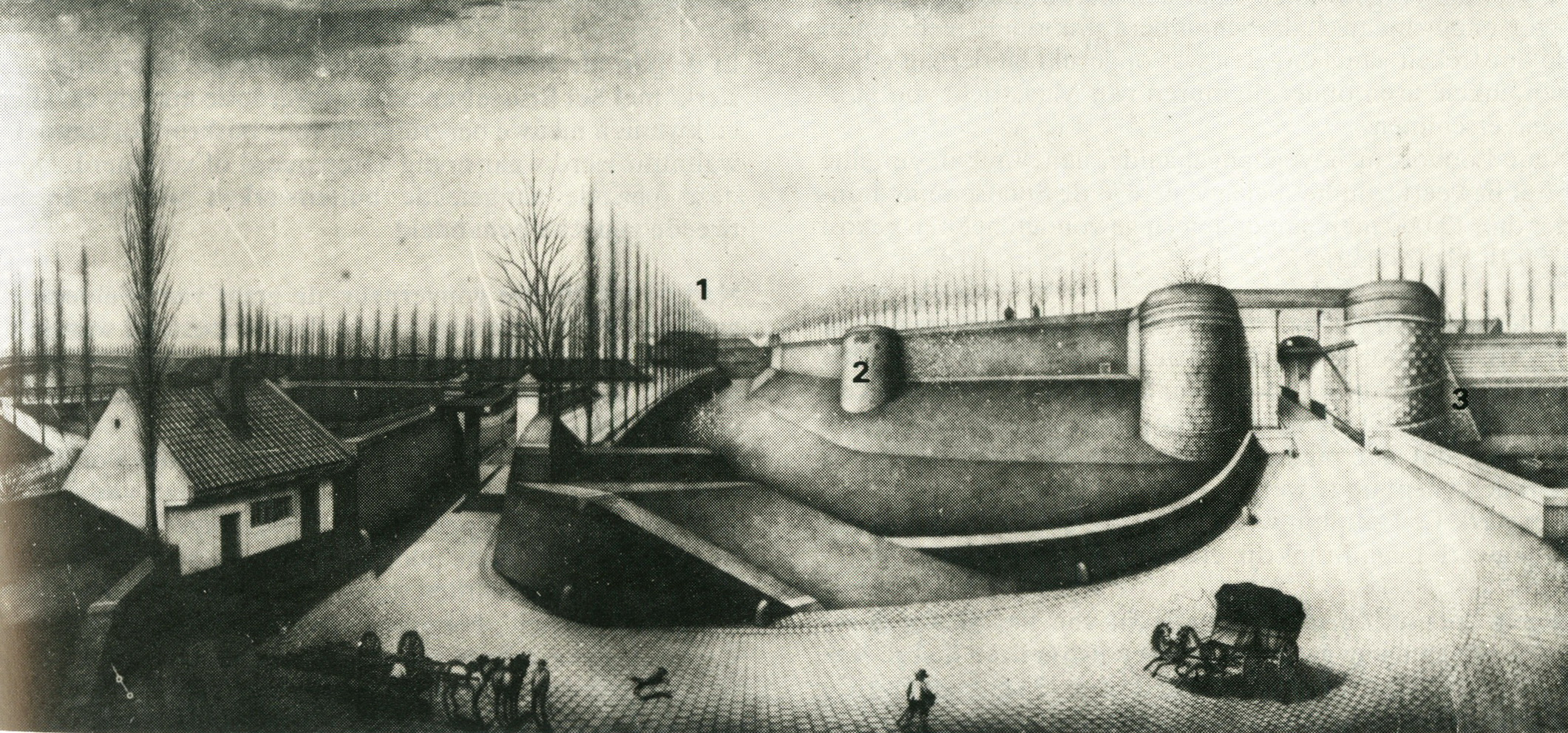
Omgeving Tongersepoort, J. Brabant, ca. 1865?
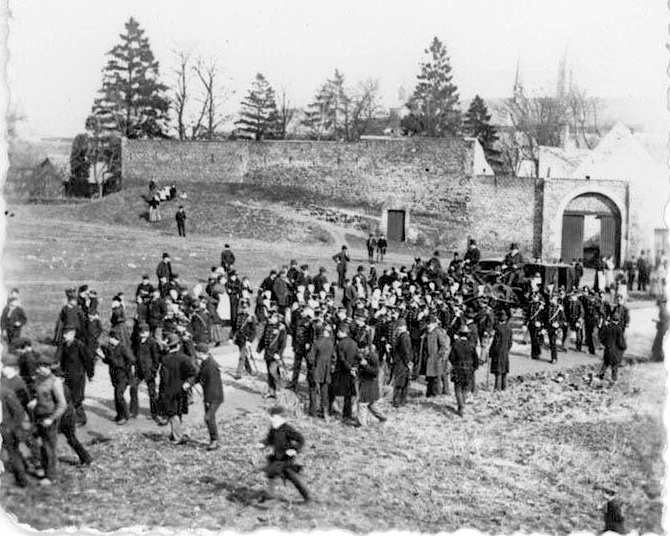
Begrafenisstoet Tongerseweg nabij stadsmuur, 1900?
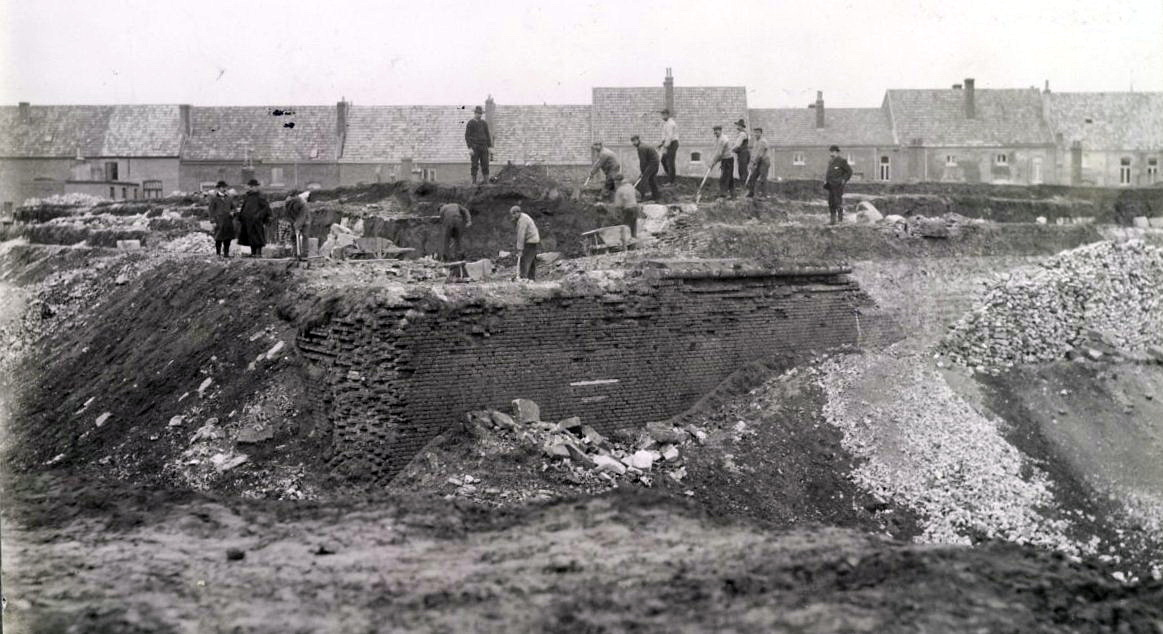
Opgraving walmuur Hertogsingel, ca. 1900

## Cultuurhistorisch erfgoed

### Restanten vestingwerken
Aan de westzijde van het Klevarieterrein bij de Aldenhofflat is nog een deel van een 18e-eeuwse schoormuur te zien. Deze diende aan de stadszijde ter ondersteuning van de aarden wal die tegen de hoofdmuur was opgeworpen. Ten noorden van de Aldenhofflat bevindt zich de sortie De Bres uit 1762, die nog grotendeels intact is en in de Tweede Wereldoorlog als schuilkelder heeft dienstgedaan. Achter het pand Sint Nicolaasstraat 6A bevindt zich een restant van de royale sortie ten zuiden van de Brusselsepoort, tegenwoordig een wijnkelder. Verder bevinden zich in het gebied nog ondergrondse muurfunderingen en gemetselde delen van het in 1672 aangelegde Jekerkanaal tussen Tongersepoort en Hoog Frankrijk, dat bedoeld was om water te transporteren naar de Hoge Fronten. Bij de Jezuïetenwal liggen twee naamstenen afkomstig van de buitenwerken in dit gebied: het lunet Bentinck en de redan Stad en Lande. Aan de Volksbondweg bevindt zich een soortgelijke steen van het lunet Overyssel.

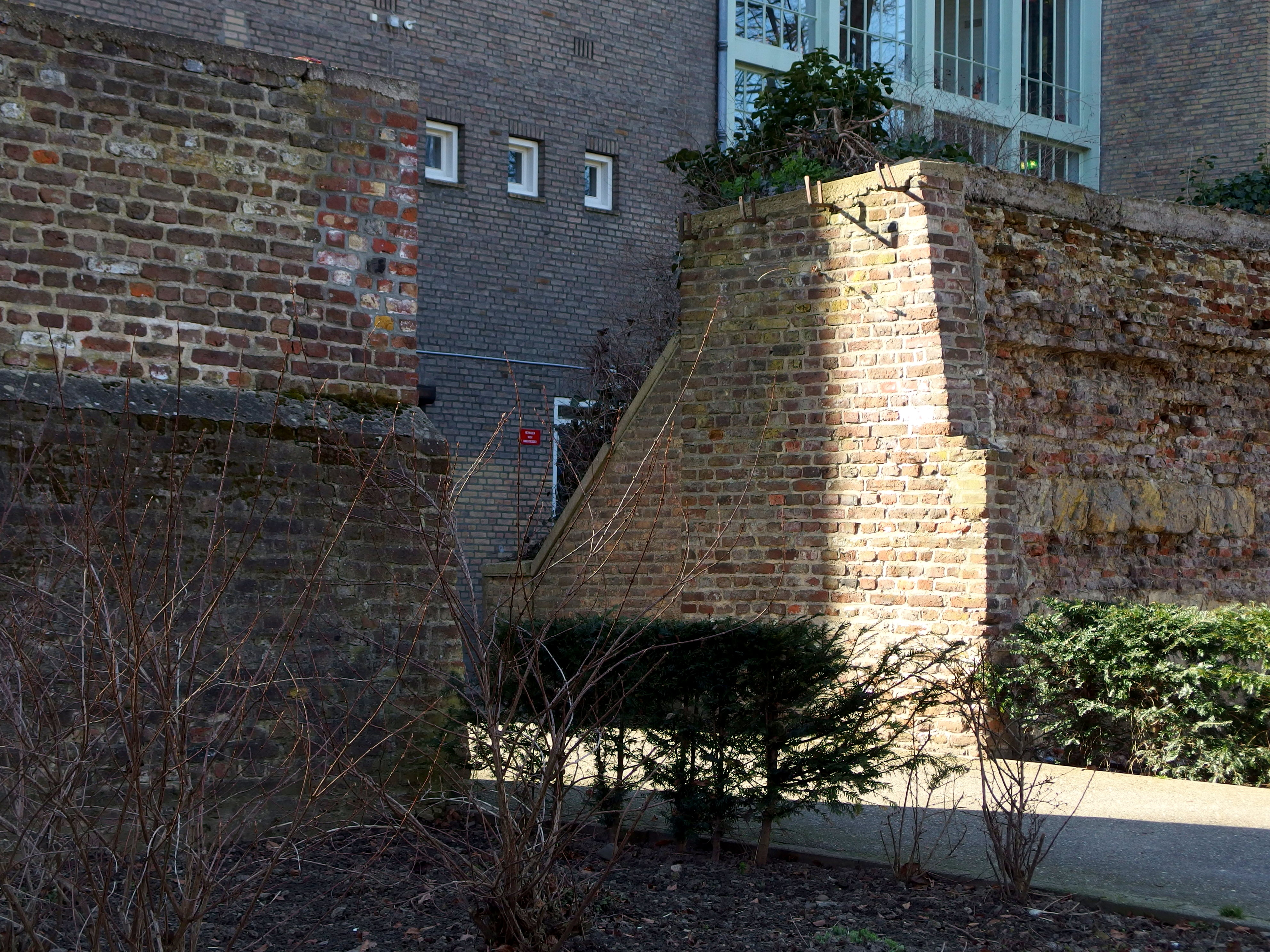
Schoormuur bij Aldenhofflat
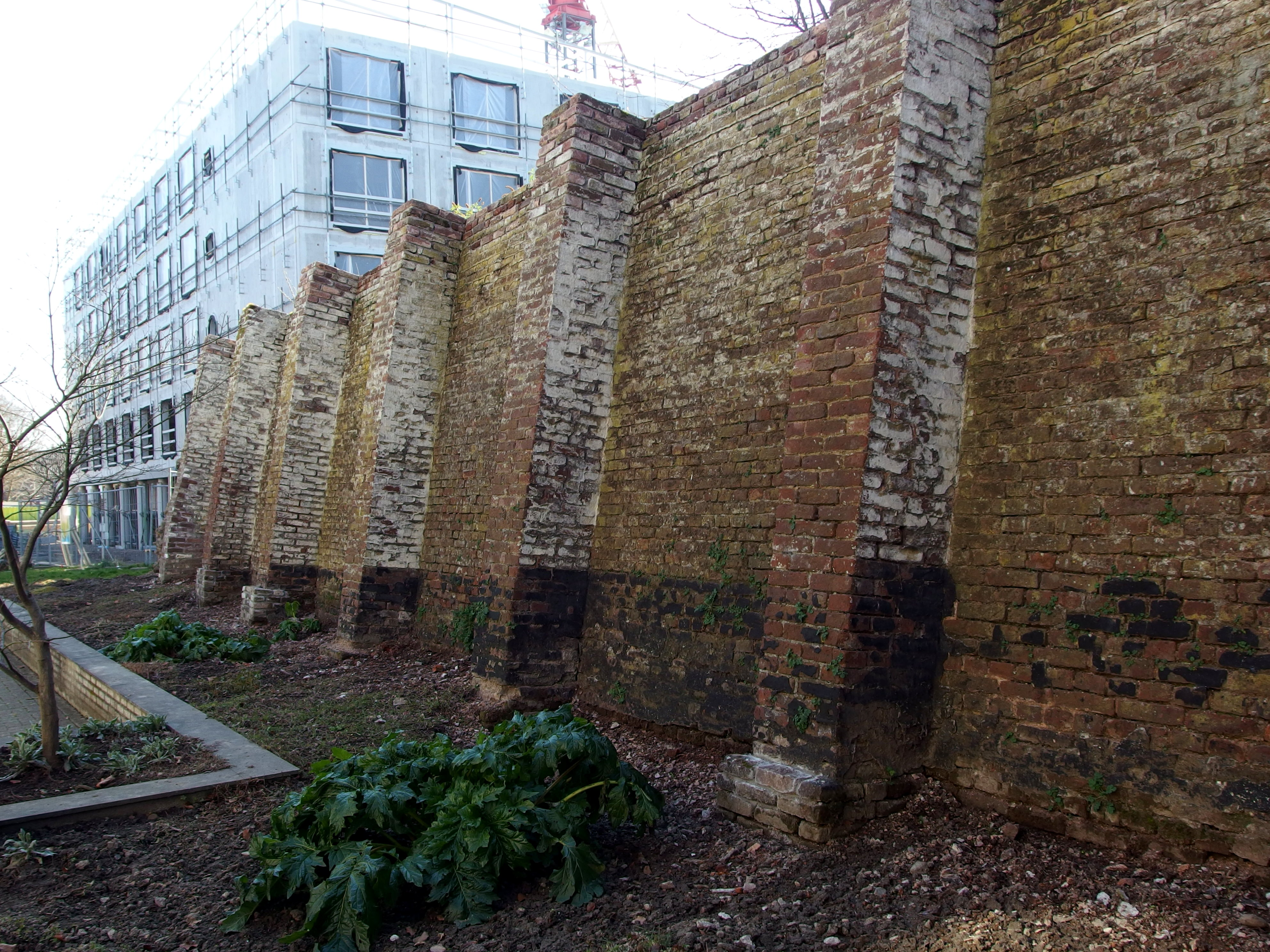
Idem bij nieuwbouw Klevarie
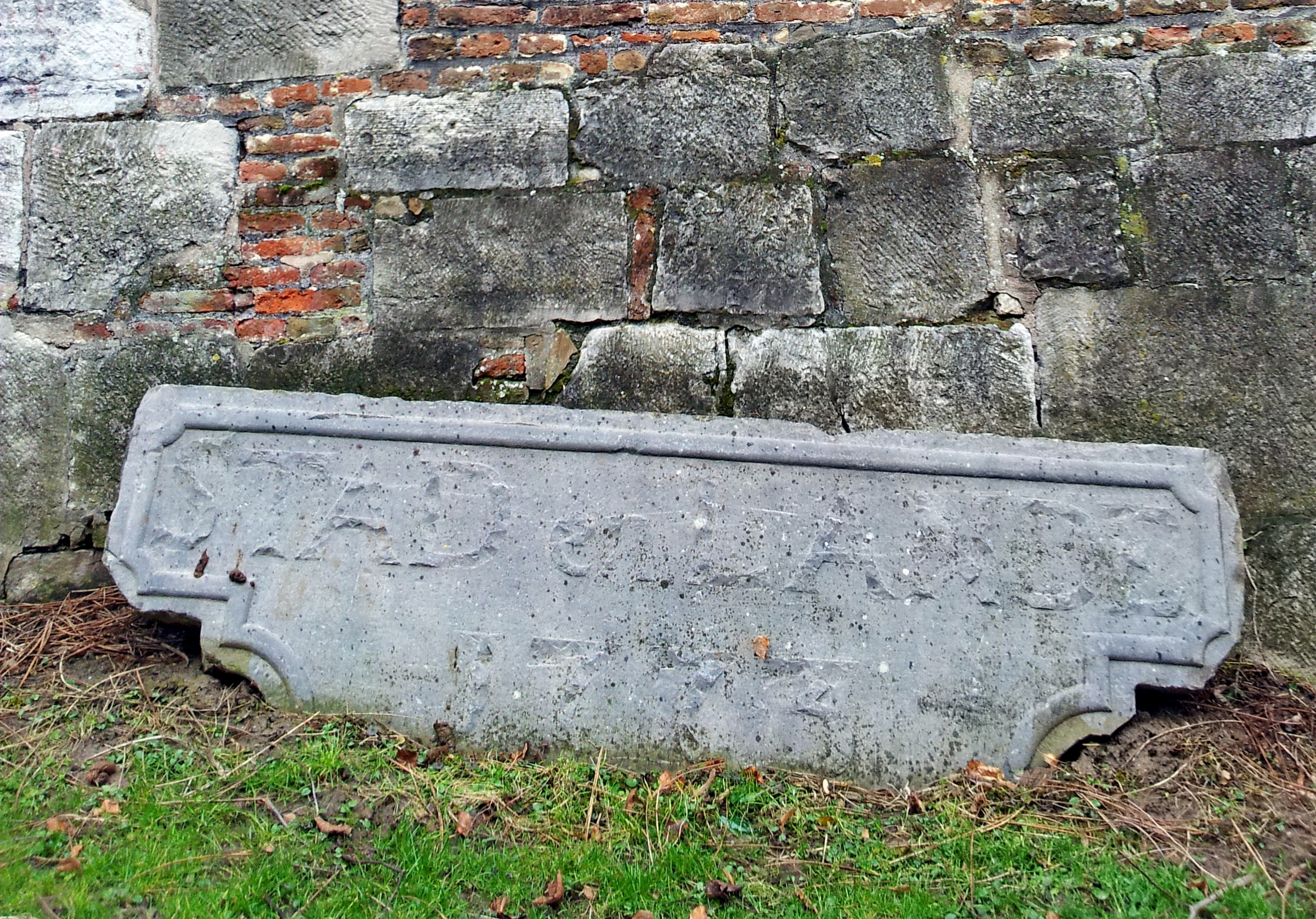
Naamsteen redan Stad en Lande
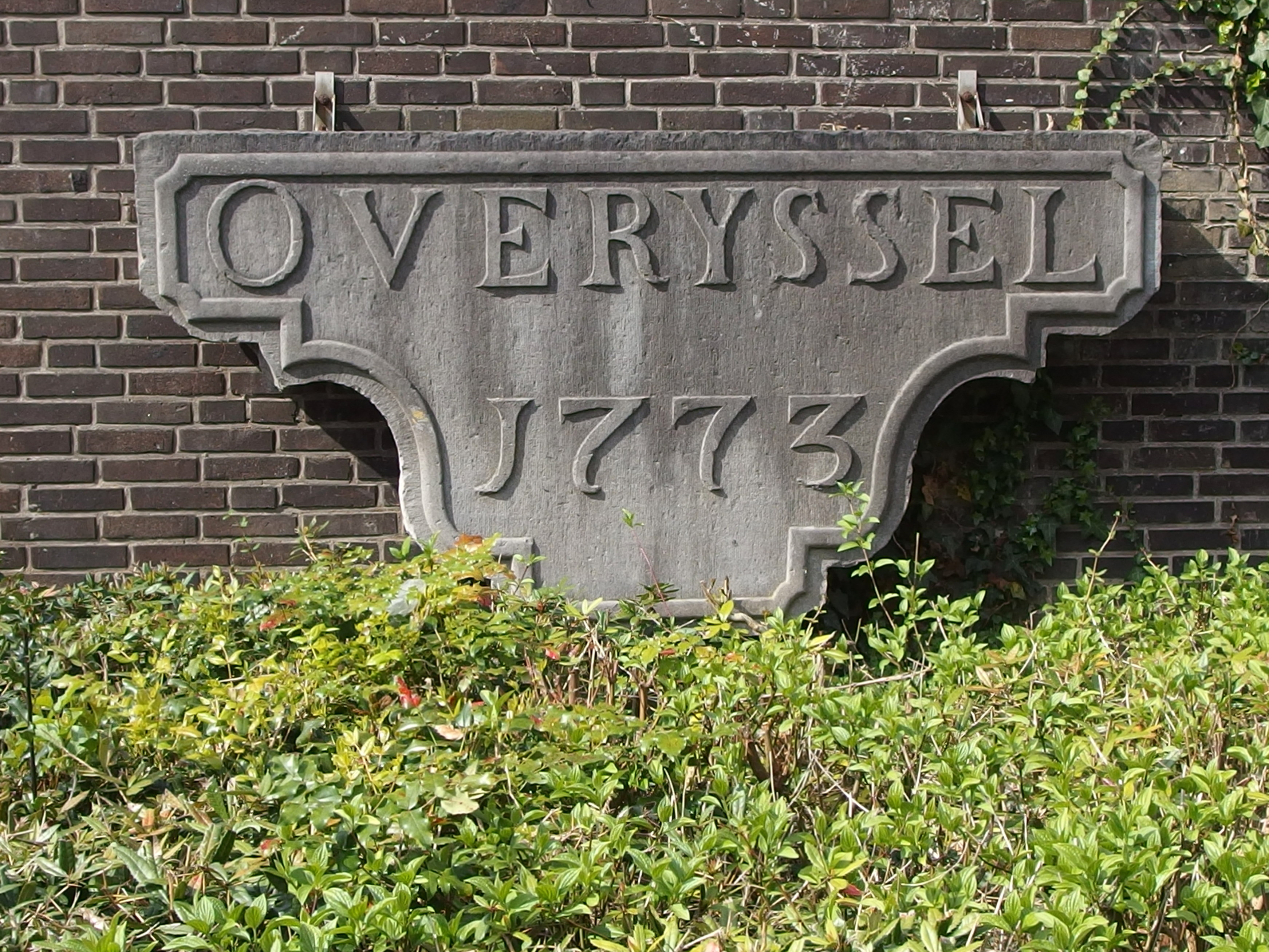
Naamsteen lunet Overyssel

### Overig militair erfgoed
In het buurtcafé Abrahams Look, dat de plaats aangeeft van de kruitramp van 1761, is een herinneringsplaquette aangebracht. Tot het onroerend erfgoed uit de vestinggeschiedenis van Maastricht in de omgeving behoort verder de manege aan de Jekerstraat uit 1708, het enige restant van het omvangrijke Jekerbarakkencomplex. Het manegegebouw deed van 1748 tot 1789 dienst als theater, de voorloper van de Bonbonnière. Het sterk gewijzigde gebouw heeft een vijfhoekig grondplan en een hoog oprijzend schilddak. Aan de Abtstraat ligt een vrijstaande kanonnenloods uit het begin van de 19e eeuw, waarvan alleen de voorgevel met twee grote koetspoorten nog authentiek is. Het 18e-eeuwse wachthuis bij de Tongersepoort, ook wel Commiezenhuis genoemd, is een laag gebouw met aan de zijde van de Tongersestraat een ver overstekend zadeldak.

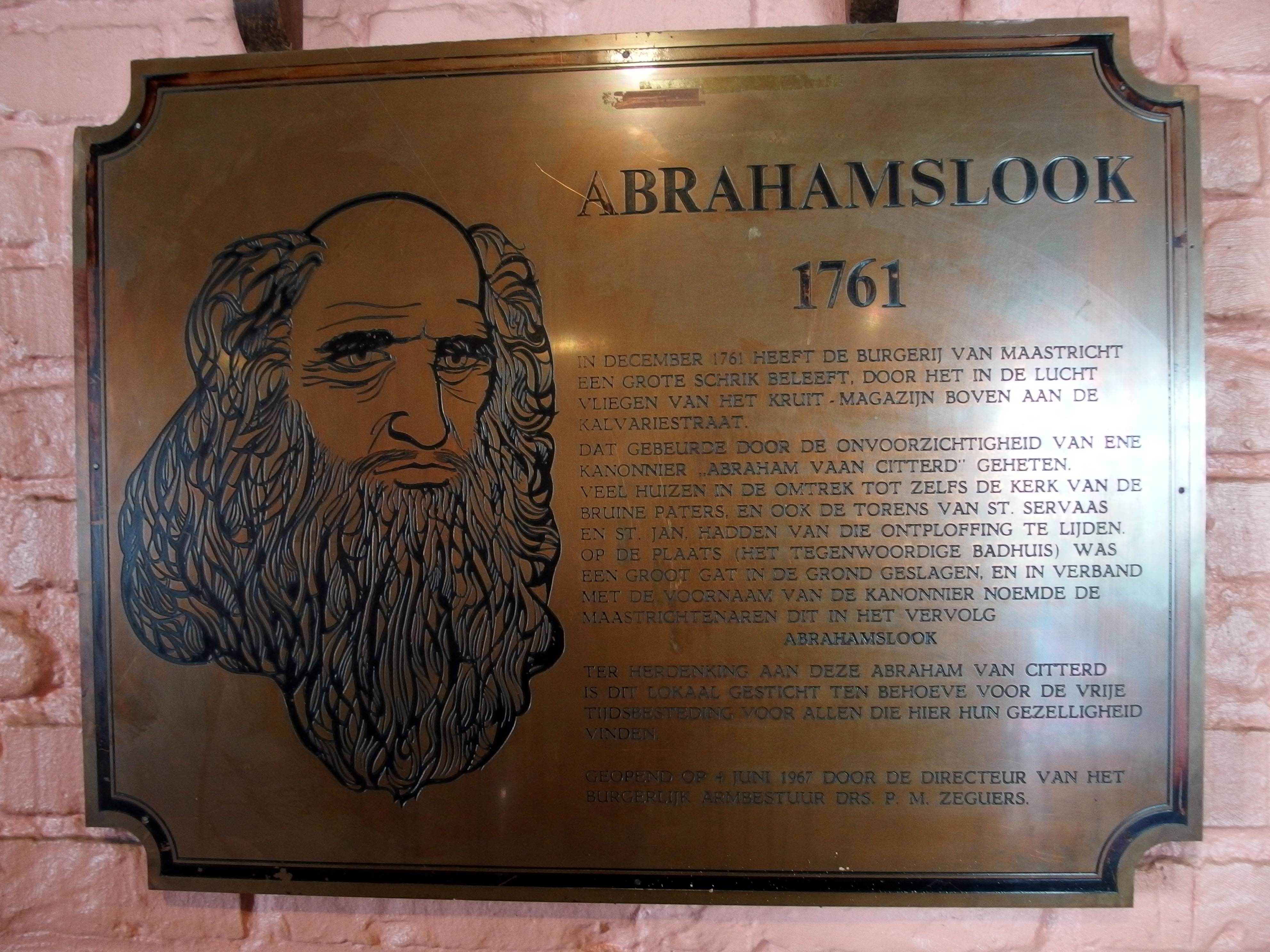
Plaquette kruitramp 1761
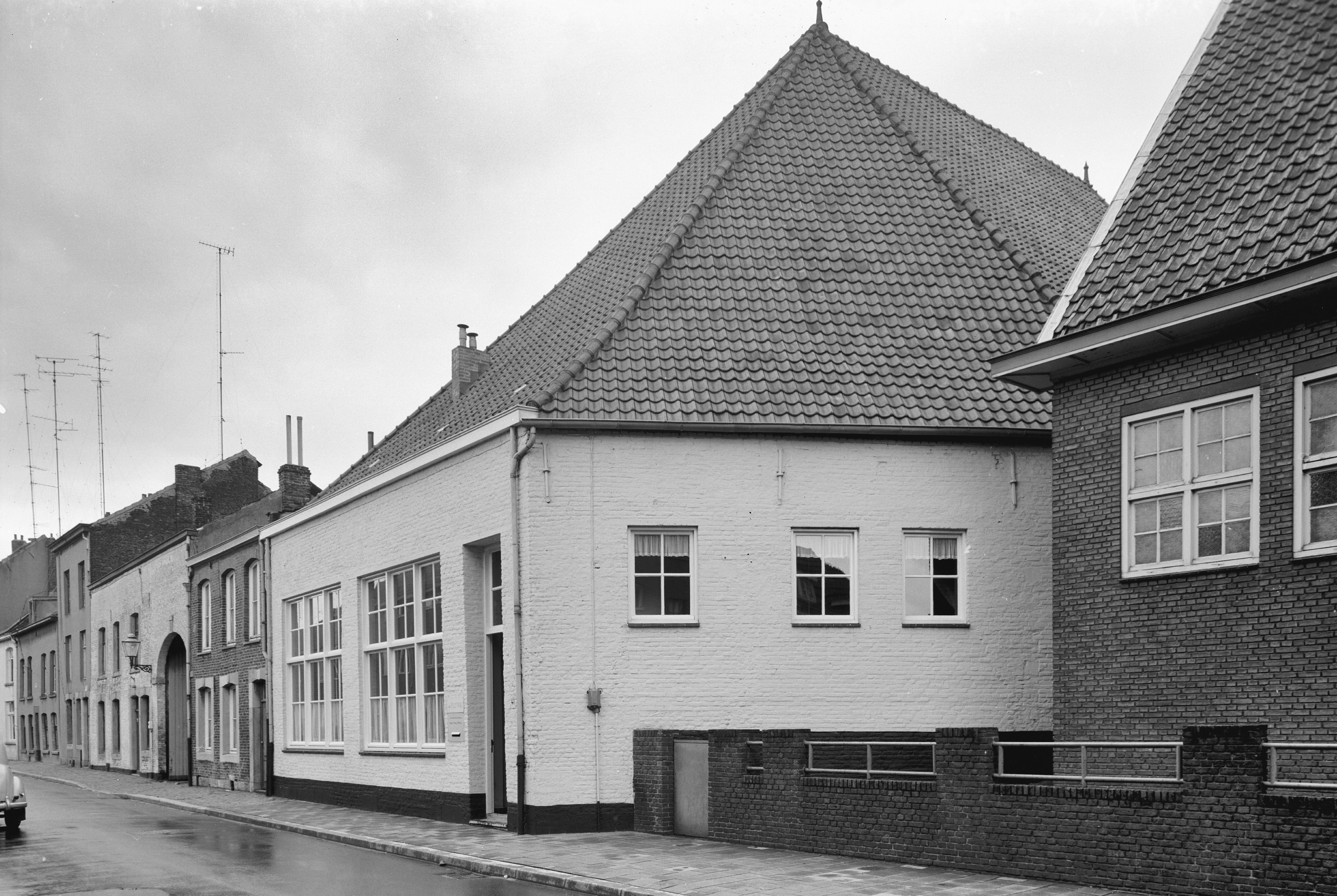
Jekermanege
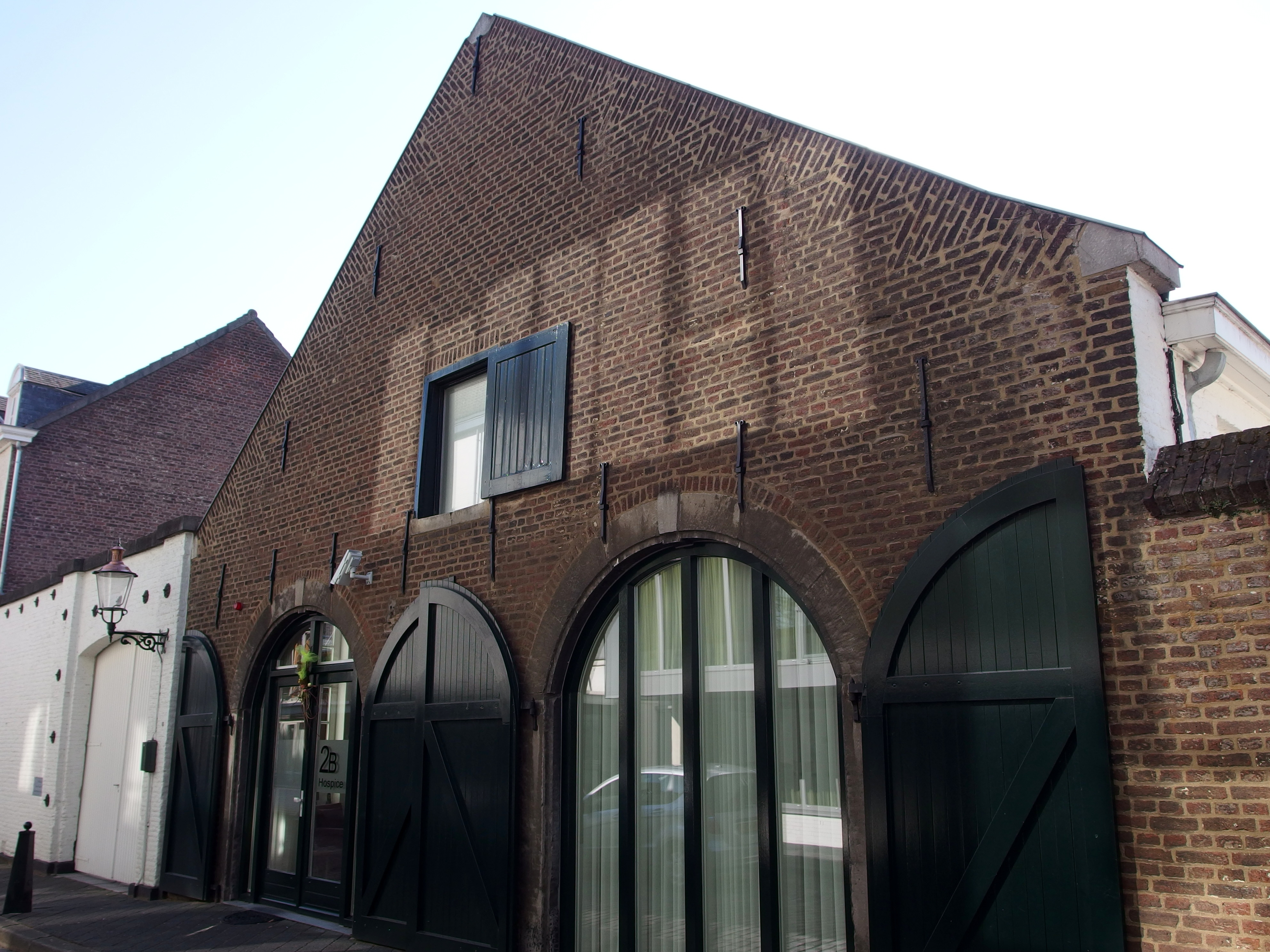
Kanonnenloods Abtstraat
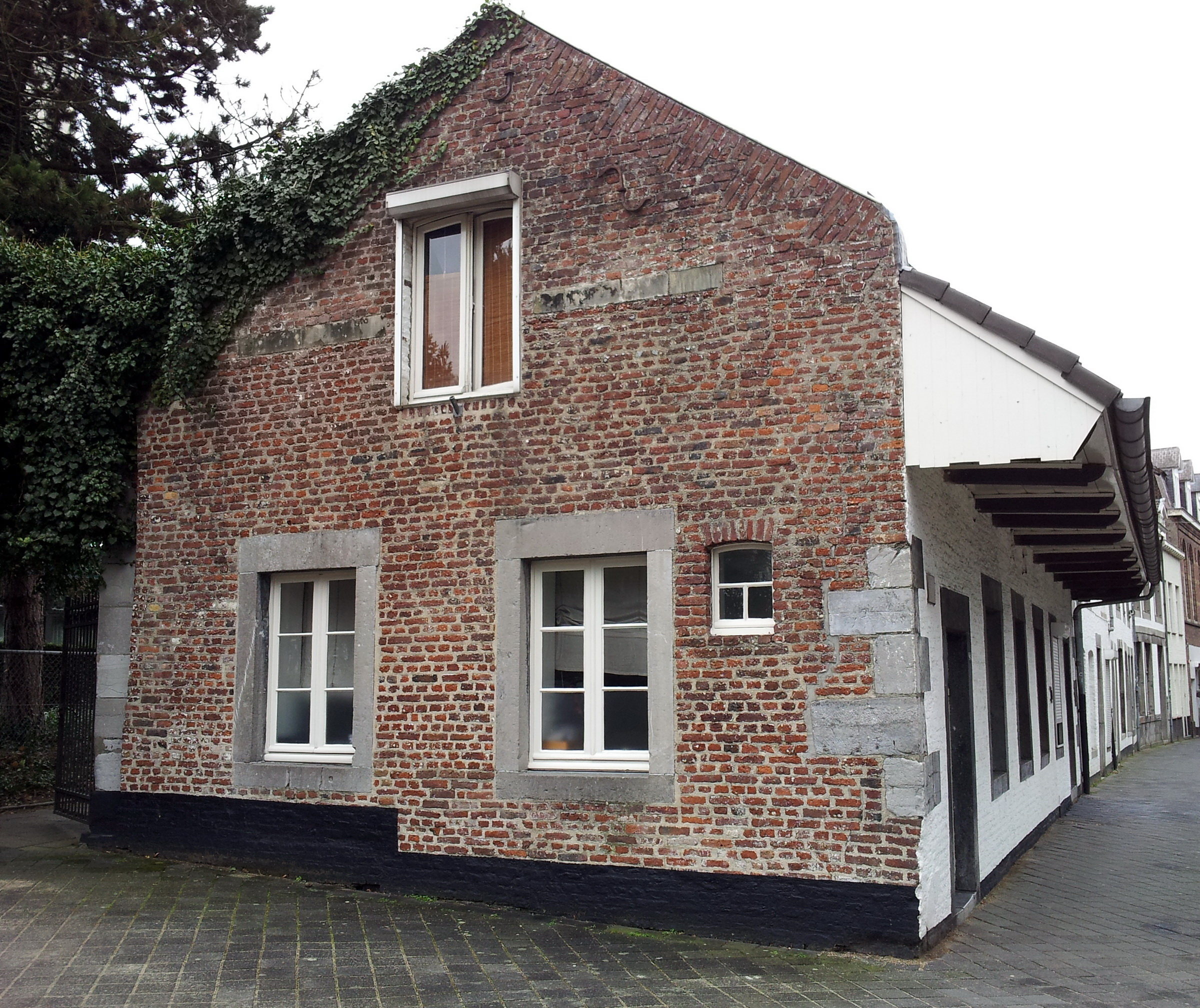
Wachthuis Tongersepoort

### Overige gebouwen
Aan de Polvertorenstraat, naast het wachthuis van de Tongersepoort, staat sinds 1962 de eenvoudig vormgegeven, maar door zijn hoogte dominerende Polvertorenflat van W. Schellinx. Het terrein ten zuiden van de Calvariestraat staat vanouds bekend als de Calvarieweide. Hier lag eind 19e eeuw een van de eerste paviljoenziekenhuizen van Nederland, het Gasthuis Calvariënberg. Onderdeel daarvan is de nog bestaande kapel van het Klooster Calvariënberg. De ziekenhuispaviljoens werden, op één na, in de jaren 1970 vervangen door een groot verpleeghuis, dat in 2016 op zijn beurt plaats moest maken voor een kleinere verpleegkliniek en woningbouw. Aan de noordwestzijde van het terrein ligt de Aldenhofflat, een uit drie vleugels bestaande galerijflat van Jean Huysmans uit 1953-'56, sinds 2010 een rijksmonument. In het plantsoen vóór de bejaardenflat, op de hoek van de Calvariestraat en het Sint Servaasbolwerk, staat een bronzen borstbeeld van de Limburgse staatsman Charles Ruijs de Beerenbrouck (1873-1936). De arbeiderswoningen tussen de Jekerstraat en de Sint-Nicolaasstraat zijn ontworpen door Alphons Boosten in 1940.

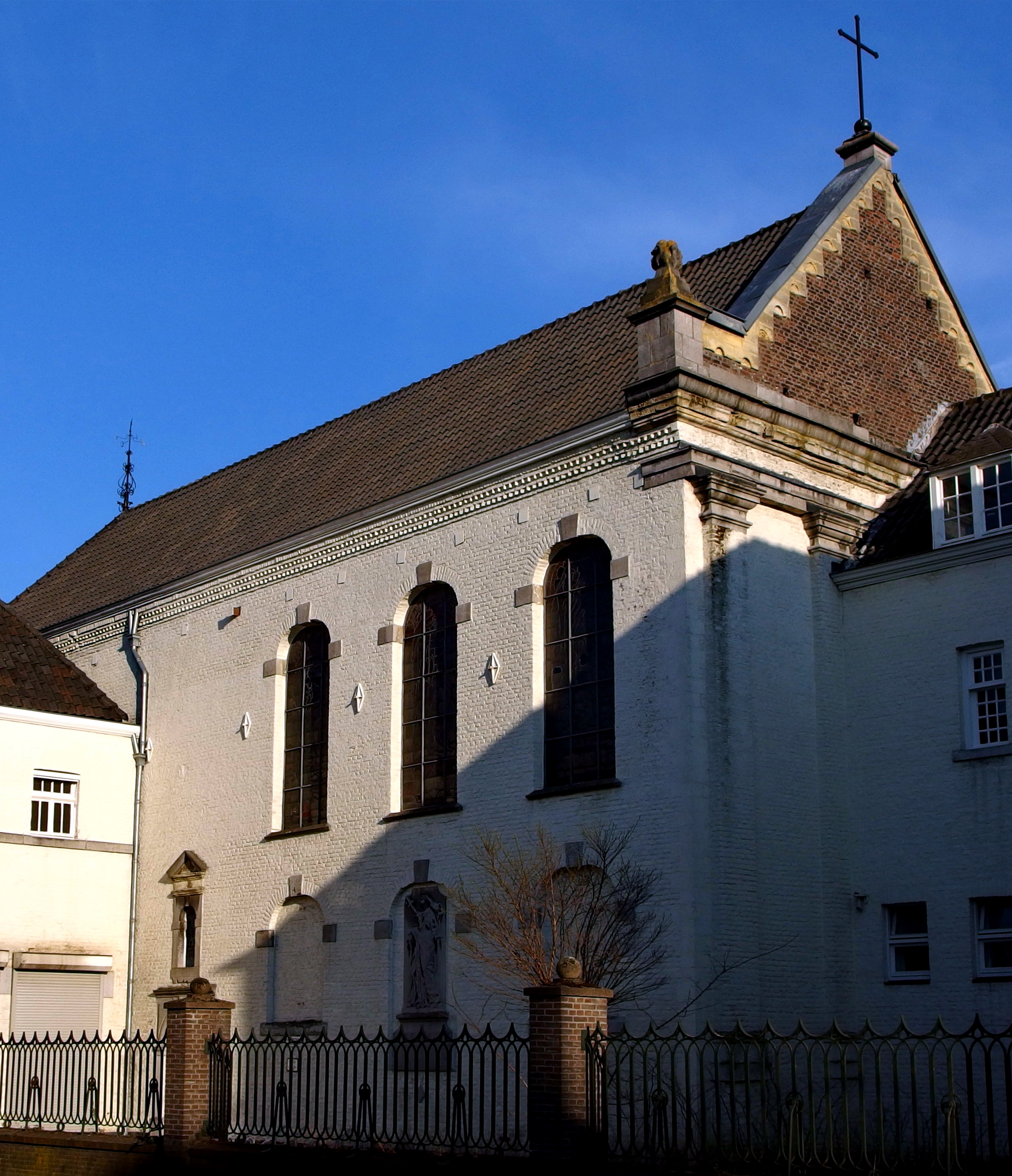
Calvariekapel
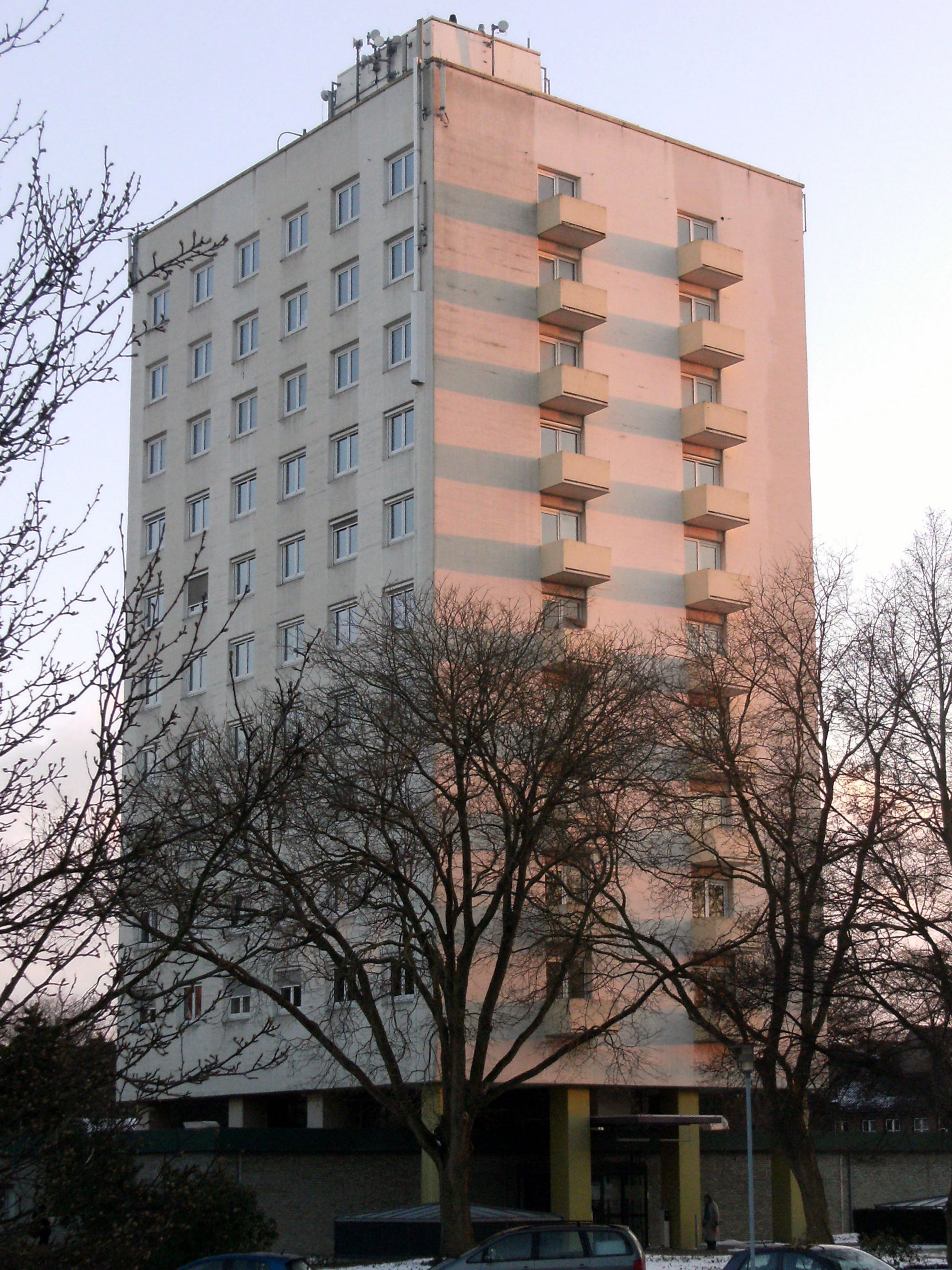
Polvertorenflat
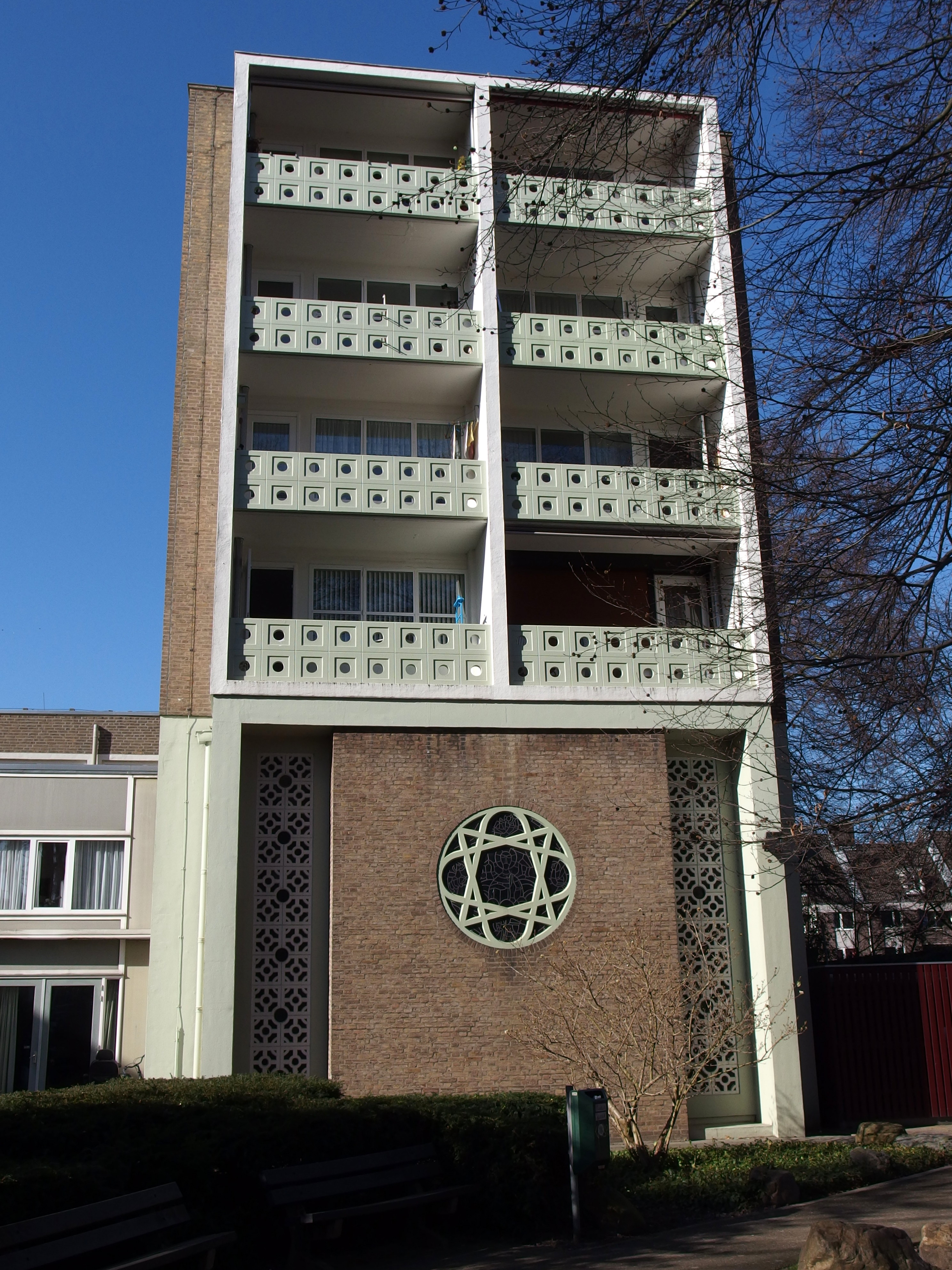
Aldenhofflat
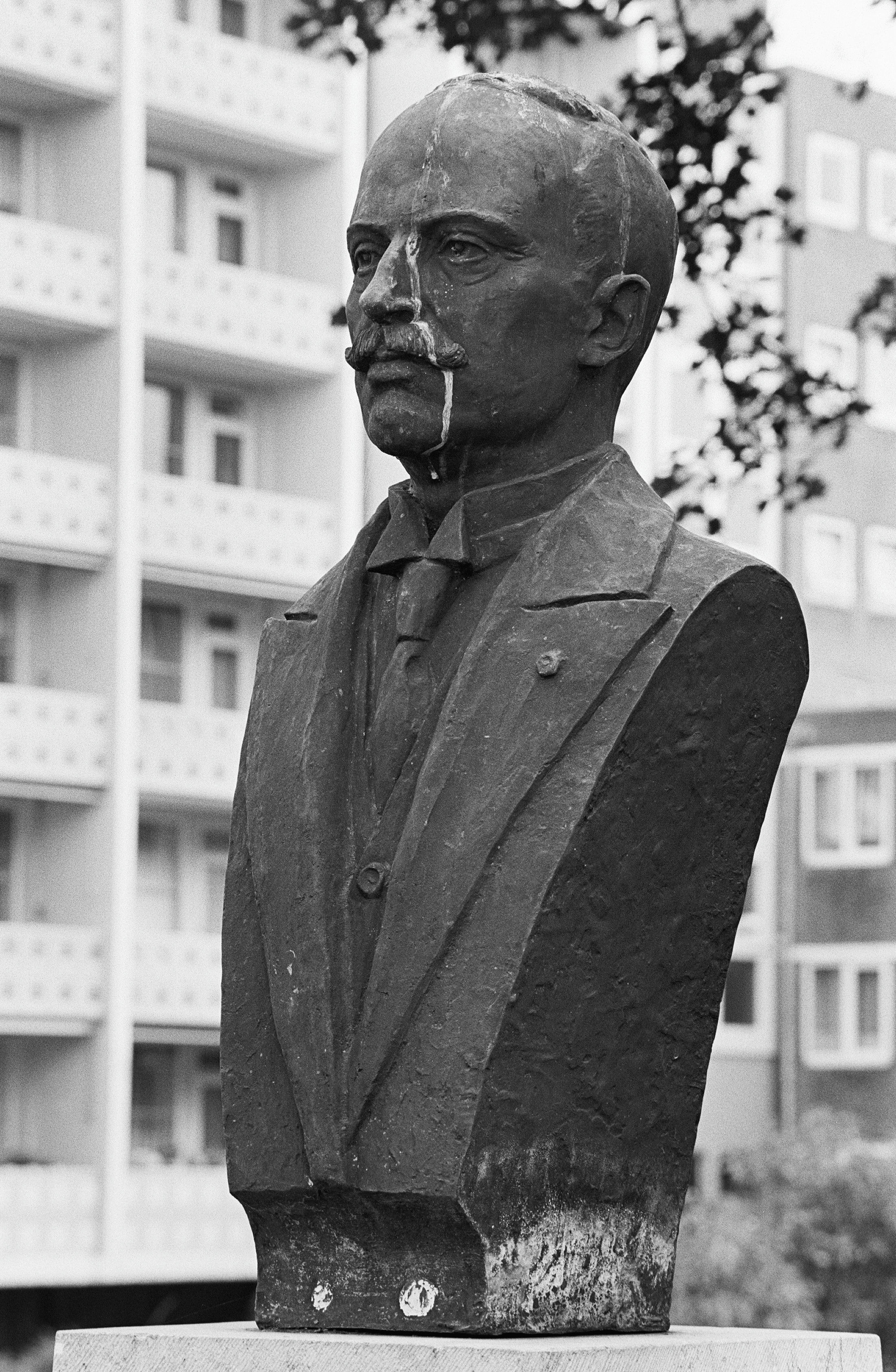
Ruys de Beerenbrouck

### Straatnamen
In 1907 werden in de nieuwe wijk Mariaberg, gebouwd ten westen van de Hertogsingel, niet ver van de gesloopte kat Brandenburg, twee straten genoemd naar dit vestingwerk: het Brandenburgerplein en de Brandenburgerweg. De naam Polvertorenstraat verwijst sinds 1949 naar de muurtoren ten noorden van de Tongersepoort, waar het buskruit ("polver") lag opgeslagen. In hetzelfde jaar werd de naam Sint Servaasbolwerk geïntroduceerd, hoewel de zo genoemde straat een stuk zuidelijker ligt ten opzichte van het gelijknamige bolwerk. Sinds 2010 dragen drie nieuwe straten op het Klevarieterrein namen die verwijzen naar voormalige vestingwerken in deze omgeving: Polvertorenplein, Hackenkamer en Merkatplantsoen.